# Alan Thicke
Alan Willis Jeffrey Thicke [achternaam: /θɪk/] (Kirkland Lake (Ontario, Canada), 1 maart 1947 – Burbank, Californië, 13 december 2016) was een Canadese acteur, songwriter, komiek, schrijver, televisiepresentator en filantroop.

## Loopbaan
Thicke werd bekend als de vaderfiguur Jason Seaver van het gezin Seaver in Growing Pains en speelde gastrollen in onder andere Married... with Children en Perry Mason en ook wel cameo's – al dan niet als zichzelf – zoals in How I Met Your Mother. Naast vele andere rollen in films en televisieseries, heeft hij vanaf 1996 ook enige tijd deel uitgemaakt van de cast van de musical Chicago.

## Persoonlijk
Thicke zat op de Elliot Lake High School. In 1970 trouwde hij met actrice Gloria Loring. Thicke kreeg met haar twee kinderen: Brennan Thicke en zanger Robin Thicke. Thicke scheidde van Loring in 1983. In 1994 trouwde Thicke met Miss World van 1990 Gina Tolleson. Met Tolleson kreeg hij een zoon, Carter William Thicke. Hij scheidde van Tolleson in 1999. In 2005 trouwde hij met model Tanya Callau met wie hij samen was tot aan zijn dood.
Op 13 december 2016 werd Thicke getroffen door acute (symptomen van) hartklachten tijdens het spelen van een hockeywedstrijd samen met zijn zoon Carter. Hij werd daarom met spoed naar het Providence Saint Joseph Medical Center overgebracht, alwaar werd vastgesteld dat hij op 69-jarige leeftijd was overleden aan de gevolgen van een opengescheurde lichaamsslagader (een type-A aortadissectie).

## Filmografie
- 2017: The Clapper
- 2016: Stop the Wedding
- 2015: Wish Upon a Christmas
- 2006: Alpha Dog
- 2005: The Surfer King
- 2005: Growing Pains: Return of the Seavers
- 2004: Childstar
- 2004: Raising Helen
- 2003: Carolina
- 2003: Hollywood North
- 2000: The Growing Pains Movie
- 2000: Ice Angel
- 2000: Bear with Me
- 1999: Two of Hearts
- 1998: Casper Meets Wendy
- 1998: Thunder Point
- 1998: Anarchy TV
- 1997: Any Place But Home
- 1997: Shadow of the Bear
- 1996: The Secret She Carried
- 1996: Open Season
- 1996: Shari's Passover Surprise
- 1996: Demolition High
- 1996: Windsor Protocol
- 1995: Lamb Chop's Special Chanukah
- 1994: Lamb Chop and the Haunted Studio
- 1993: Rubdown
- 1993: Stepmonster
- 1993: Betrayal of the Dove
- 1992: Still Not Quite Human
- 1992: The Trial of Red Riding Hood
- 1991: And You Thought Your Parents Were Weird
- 1990: Jury Duty: The Comedy
- 1989: Not Quite Human 2
- 1988: Dance 'Til Dawn
- 1988: 14 Going on 30
- 1987: Not Quite Human
- 1987: Hitting Home
- 1986: Perry Mason: The Case of the Shooting Star
- 1985-1992: Growing Pains
- 1984: Calendar Girl Murders
- 1983: Copper Mountain
- 1974: Jack: A Flash Fantasy
- 1971: The Point

## Boeken
- (en)  Thicke, Alan; (mei 1999). How Men Have Babies: The Pregnant Father's Survival Guide. Uitgever: Contemporary Books, ISBN 978-0-8092-2806-5.
- (en)  Thicke, Alan; (27 april 2006). How To Raise Kids Who Won't Hate You. Uitgever: iUniverse Star, ISBN 978-0-595-84288-9.

- Biblioteca Nacional de España: XX4954175
- Bibliothèque nationale de France: cb142327003 (data)
- Gemeinsame Normdatei: 1208653636
- International Standard Name Identifier: 0000 0000 5570 0435
- Library of Congress Control Number: n91076593
- MusicBrainz: f3a6bf76-bee6-4661-a0f6-9bce4fd5bad7
- Nationale Bibliotheek van Polen: a0000001280816
- SNAC: w645328b
- Système universitaire de documentation: 19732987X
- Virtual International Authority File: 37796434
- WorldCat: E39PBJrCb6XX7PTRG8rytvpVmd